# Solbjerg Sogn (Morsø Kommune)
 For alternative betydninger, se Solbjerg Sogn. (Se også artikler, som begynder med Solbjerg Sogn)
Solbjerg Sogn er et sogn i Morsø Provsti (Aalborg Stift).
I 1800-tallet var Sundby Sogn anneks til Solbjerg Sogn. Begge sogne hørte til Morsø Nørre Herred i Thisted Amt. Solbjerg-Sundby Mors sognekommune blev ved kommunalreformen i 1970 indlemmet i Morsø Kommune.
I Solbjerg Sogn ligger Solbjerg Kirke.
I sognet findes følgende autoriserede stednavne:
- Mellem Jølby (bebyggelse, ejerlav)
- Solbjerg (bebyggelse, ejerlav)
- Solbjerg Hede (bebyggelse)
- Syd Solbjerg (bebyggelse)